# Mikołaj Mielecki
Mikołaj Mielecki armoiries Gryf (né vers 1540 - mort le 11 mai 1585 à Cracovie) est un noble et militaire polonais, voïvode de Podolie et (1578-1580) grand-hetman de la Couronne ,.
En 1562, il participe à diverses campagnes militaires en Moldavie sous le commandement du hetman Mikołaj Sieniawski. En 1579, en tant que grand-hetman de la Couronne, il commande les armées polonaises dans la guerre contre Ivan le Terrible, grand-duc de Moscou. L'un de ses succès les plus éclatants est la prise de la ville et de la forteresse de Polotsk. Après quelques désaccords avec le roi Stefan Batory et le grand chancelier de la couronne Jan Zamoyski, Mielecki démissionne de ses postes et se retire de la vie publique.
D'abord calviniste et membre de l'Église polonaise réformée, il se convertit au catholicisme à la fin des années 1570.

## Mariage et descendance
En 1566, Mikołaj Mielecki épouse Elżbieta Radziwiłł, fille de l'hetman Mikołaj Krzysztof Radziwiłł Czarny. Elle lui donne deux enfants:
- Zofia Mielecka (1566-1619), mariée au prince Szymon Olelkowicz Słucki et plus tard à l'hetman Jan Karol Chodkiewicz
- Katarzyna Mielecka (née vers 1568), mariée à Jan Ostroróg, voïvode de Poznań

## Sources
- Notices d'autorité :   - VIAF
  - ISNI
  - IdRef
  - LCCN
  - GND
  - Pologne
  - NUKAT
  - WorldCat

- (en) Cet article est partiellement ou en totalité issu de l’article de Wikipédia en anglais intitulé « Mikołaj Mielecki » (voir la liste des auteurs).